# Migliori prestazioni europee nei 10 km
La lista delle migliori prestazioni europee nei 10 km, aggiornata periodicamente dalla World Athletics, raccoglie i migliori risultati di tutti i tempi degli atleti europei nella specialità dei 10 km.

## Maschili

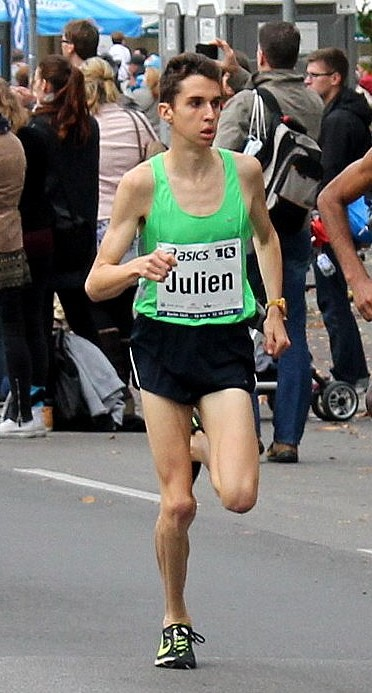
Julien Wanders, primatista europeo dei 10 km su strada

Statistiche aggiornate al 6 marzo 2023.
|     | Tempo  | Atleta               | Luogo      | Data             |
| --- | ------ | -------------------- | ---------- | ---------------- |
| 1.  | 27'13" | Julien Wanders       | Valencia   | 12 gennaio 2020  |
| 2.  | 27'32" | Amanal Petros        | Castellón  | 26 febbraio 2023 |
| 3.  | 27'33" | Jimmy Gressier       | Castellón  | 26 febbraio 2023 |
| 4.  | 27'39" | Zerei Kbrom Mezngi   | Valencia   | 3 ottobre 2021   |
| 5.  | 27'42" | Morhad Amdouni       | Barcellona | 31 dicembre 2020 |
| 6.  | 27'44" | Mo Farah             | Londra     | 31 maggio 2010   |
| 6.  | 27'44" | Emile Cairess        | Valencia   | 9 gennaio 2022   |
| 8.  | 27'46" | John Treacy          | Phoenix    | 2 marzo 1985     |
| 9.  | 27'47" | Carsten Eich         | Paderborn  | 10 aprile 1993   |
| 10. | 27'48" | José Manuel Martínez | Madrid     | 26 febbraio 2006 |
| 10. | 27'48" | Antonio Abadía       | Laredo     | 17 marzo 2018    |
| 10. | 27'48" | Simon Debognies      | Schoorl    | 12 febbraio 2023 |

## Femminili
Statistiche aggiornate al 6 marzo 2023.
|    | Tempo  | Atleta                    | Luogo      | Data              |
| -- | ------ | ------------------------- | ---------- | ----------------- |
| 1. | 30'05" | Lonah Chemtai Salpeter    | Tilburg    | 1º settembre 2019 |
| 2. | 30'19" | Eilish McColgan           | Manchester | 22 maggio 2022    |
| 3. | 30'21" | Paula Radcliffe           | San Juan   | 23 febbraio 2003  |
| 4. | 30'29" | Diane Van Es              | Schoorl    | 12 febbraio 2023  |
| 5. | 30'32" | Karoline Bjerkeli Grøvdal | Hole       | 17 ottobre 2020   |
| 6. | 30'38" | Liz McColgan              | Orlando    | 11 marzo 1989     |
| 7. | 30'41" | Lornah Kiplagat           | San Juan   | 29 febbraio 2004  |
| 8. | 30'51" | Samantha Harrison         | Valencia   | 15 gennaio 2023   |
| 9. | 30'57" | Elvan Abeylegesse         | Istanbul   | 14 maggio 2006    |
| 9. | 30'57" | Irina Mikitenko           | Karlsruhe  | 13 settembre 2008 |